# Romallo
Romallo là một đô thị ở tỉnh Trento ở vùng Trentino-Alto Adige/Südtirol của Ý, tọa lạc cách 35 km về phía bắc của Trento. Tại thời điểm ngày 31 tháng 12 năm 2004, đô thị này có dân số 576 người và diện tích là 2,4 km².
Romallo giáp các đô thị: Revò, Cloz, Dambel và Sanzeno.